# Süßwasser

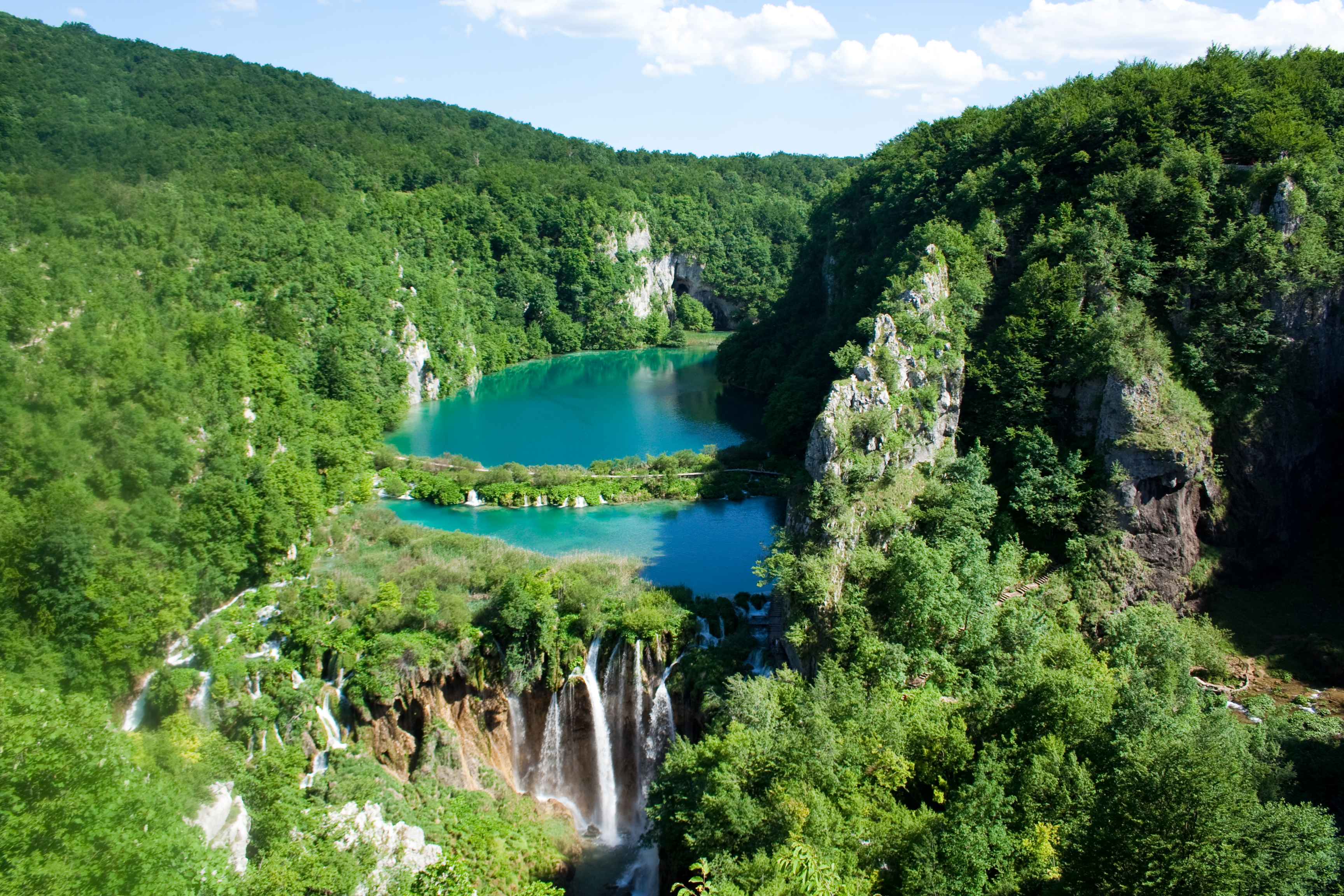
Unberührte Wasserlandschaften wie hier im Nationalpark Plitvicer Seen sind selten geworden

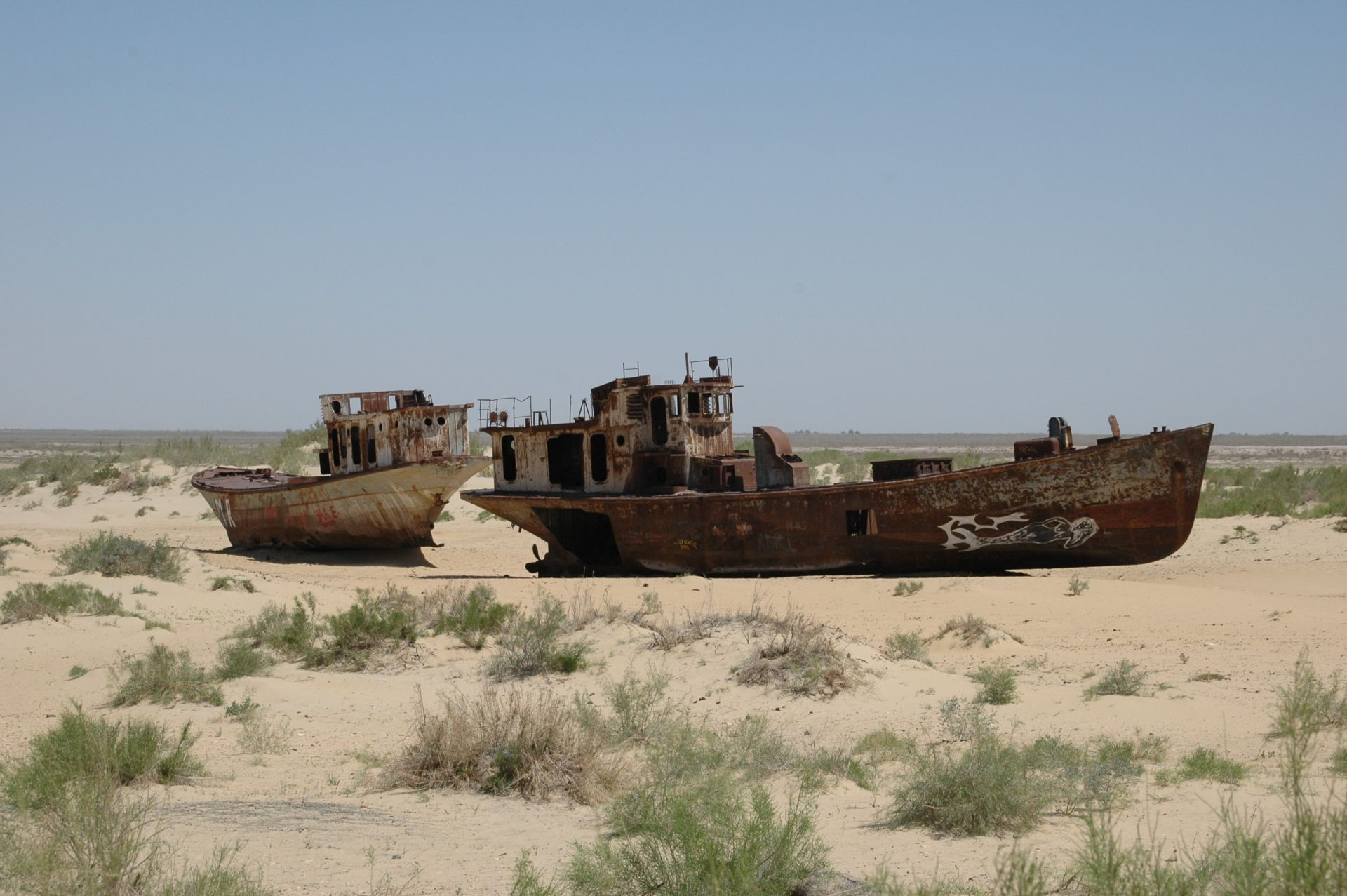
Schiffswracks im trocken gefallenen Teil des Aralsees, Usbekistan

Süßwasser ist das frei verfügbare (also ohne das in Mineralen und Lebewesen gebundene) Wasser, in dem unabhängig von seinem Aggregatzustand keine oder nur sehr geringe Mengen von Salzen (Salinität von unter 0,1 Prozent) gelöst sind. Der Anteil des Süßwassers am Wasserhaushalt der Erde ist je nach Schätzung mit 2,6 bis 3,5 % sehr gering; ein erheblicher Anteil des globalen Süßwasservorkommen ist in Eis in Form von Gletschern, im Eis der Polkappen oder in Permafrostböden gebunden oder liegt als fossiles Grundwasser vor.
Da es in den Ozeanen deutlich mehr verfügbares Salzwasser gibt, wird an Methoden zur Meerwasserentsalzung geforscht, um der Wasserknappheit entgegenzuwirken, die durch den Klimawandel verstärkt wird und nur das Süßwasser betrifft, aus dem Trinkwasser gewonnen wird.
Wissenschaftler benannten den menschlichen Verbrauch als Schlüsselfaktor für die Abnahme des Wasservolumens in der Hälfte aller Seen und Stauseen. Sie halten es für notwendig, dass die Menschheit ihren Verbrauch an das verfügbare Angebot anpasst und neue Strategien entwickelt, um den Rückgang der Süßwasserreserven einzudämmen.
Die globalen Süßwasservorkommen schrumpfen nicht nur, sie sind darüber hinaus ungleich verteilt, daher werden sich die Konflikte um Wasser in Zukunft, auch durch die Folgen der globalen Erwärmung mit hoher Wahrscheinlichkeit verstärken.
Von der UNESCO wurde 2003 als „Jahr des Süßwassers“ ausgerufen.

## Vorkommen

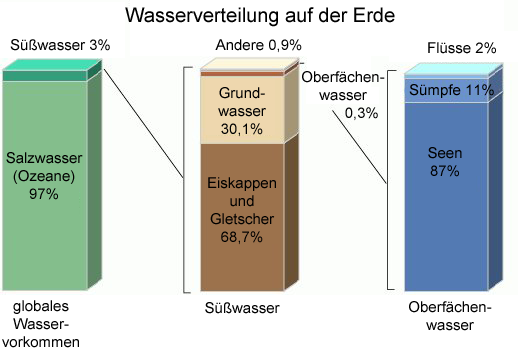
Verteilung des globalen Wasservorkommens

Der überwiegende Anteil des globalen Süßwasservorkommens ist im Eis der Gletscher, Permafrostböden, den Polarregionen und einigen Hochgebirgen gebunden. Außerdem ist ein größerer Teil des Süßwassers kein Oberflächenwasser, sondern kommt als Grundwasser und in Wasseradern vor, sowie in unterirdischen Seen (wie z. B. Lac Souterrain de Saint-Léonard) oder unterirdischen Flüssen (u. a. im Phong Nha-Kẻ Bàng Nationalpark in Vietnam).
An der Oberfläche ist Süßwasser in Bächen, Flüssen und Seen vorhanden. Durch den Wasserkreislauf mit den Elementen Verdunstung, Niederschlag und Versickerung durchläuft Süßwasser dabei unterschiedliche Aggregatzustände.

## Ökologie

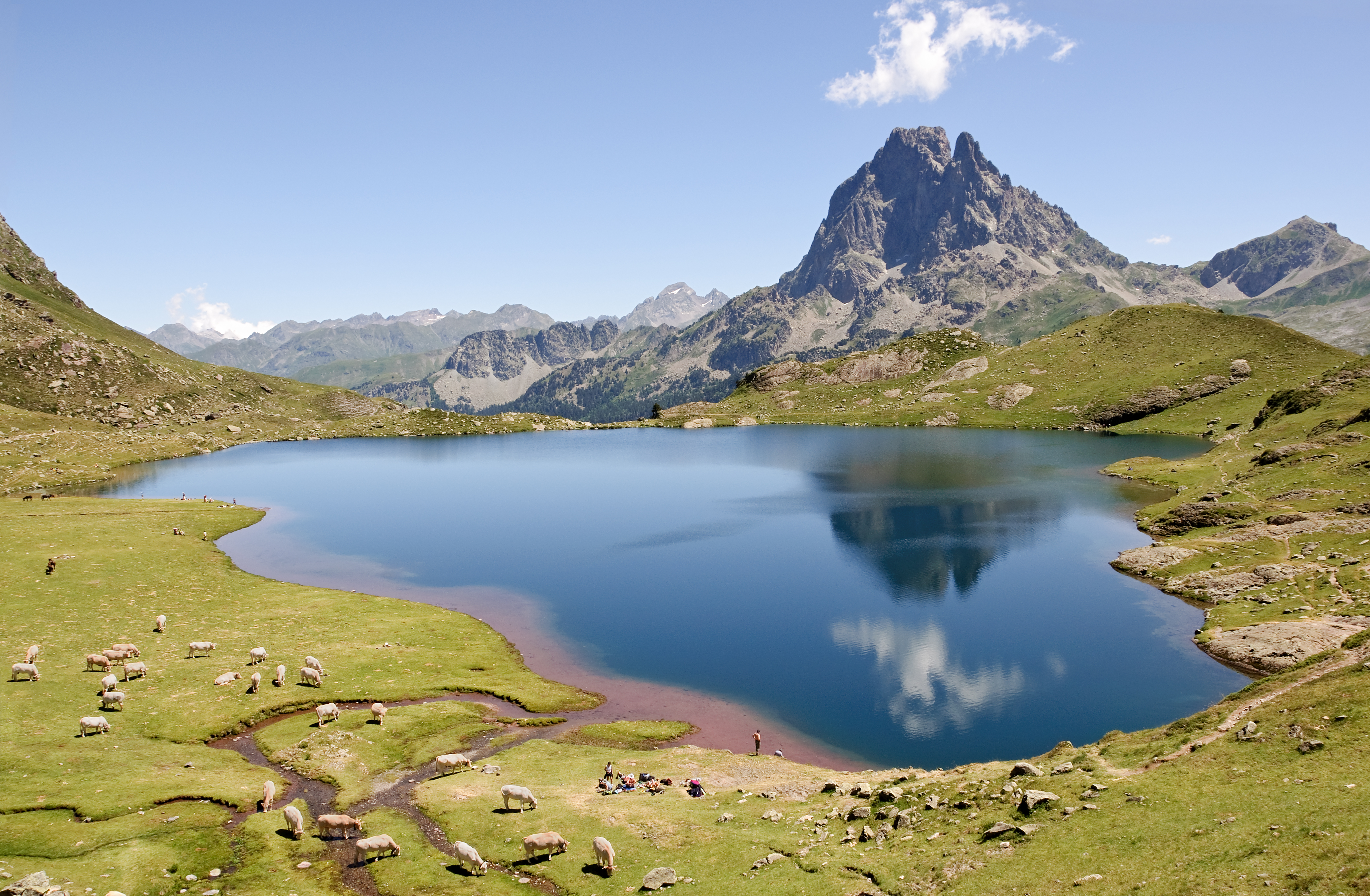
Lac Gentau im Vallée d’Ossau, Pyrenäen

Süßwasser ist der Lebensraum vieler Organismen, seine Ökologie wird von der Limnologie untersucht.
Der Anstieg der CO2-Konzentration in der Erdatmosphäre im Anthropozän führt neben der Versauerung der Weltmeere auch zur Versauerung von Süßwasserseen.
Durch die globale Erwärmung könnten die Treibhausgasemissionen der nördlichen Süßwasserseen um das 1,5- bis 2,7-fache steigen, da die Vegetationsbedeckung in Wäldern der nördlichen Breiten dadurch zunimmt und deshalb mehr organische Moleküle in die Gewässer gelangen, welche von Mikroben in den Seesedimenten abgebaut werden. Bei diesem Abbauprozess werden Kohlendioxid und Methan als Nebenprodukte freigesetzt.

## Probleme bei der Verfügbarkeit von Süßwasser

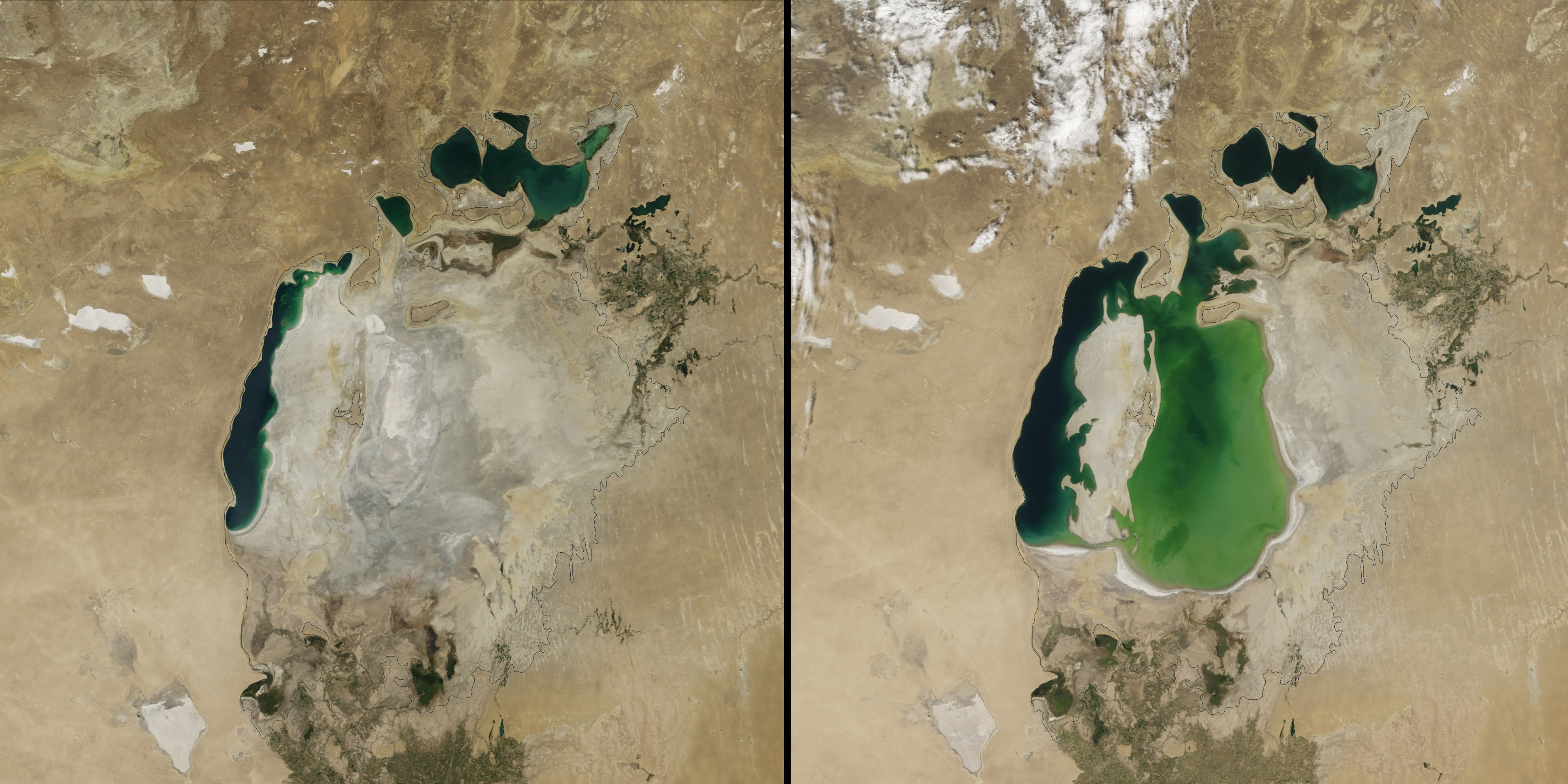
Satellitenaufnahmen des schrumpfenden Aralsees aus den Jahren 2014 (links) und 2000 (rechts)

Durch die globale Erwärmung sinkt die Menge an verfügbarem Oberflächensüßwasser ständig. Satellitendaten zeigen, dass Deutschland seit dem Jahr 2000 Wasser im Umfang des Bodensees verloren gegangen ist. Jedes Jahr verliert Deutschland rund 2,5 Kubikkilometer Süßwasser.
Weltweit betrachtet verlor im Zeitraum zwischen 1992 und 2020 bereits jeder zweite See an Wasservolumen, was einerseits eine Folge des Klimawandels ist und andererseits auf die ungezügelte Wasserentnahme durch den Menschen zurückgeht. Seen und Stauseen enthalten rund 87 Prozent des an der Erdoberfläche verfügbaren Süßwassers. Zu den Gewässern, die besonders stark betroffen sind, zählen unter anderem der Gardasee, der Aralsee und der Baikalsee.
Einige Regionen wie Kalifornien haben bereits seit 2011 mit so starken, wiederkehrenden und ineinander übergehenden Dürren zu kämpfen, dass der daraus resultierende Wassermangel mittlerweile chronisch ist und Landwirte gesetzlich dazu verpflichtet wurden, ihren Wasserverbrauch einzuschränken. Pläne zum Bau einer Meerwasserentsalzungsanlage wurden aufgrund der hohen Kosten und der Umweltbelastungen nicht umgesetzt.
Nach Angaben der WHO liegt der tägliche Bedarf an Trinkwasser pro Mensch, je nach Klimazone und Ernährung, zwischen 7,5 und 15 Litern, zum Trinken und für die Körperhygiene. Die zunehmende Erderwärmung und die Häufung von Extremwetterereignissen wie Dürren werden nach der Einschätzung von Experten dazu führen, dass bereits 2030 die weltweite Nachfrage an Wasser das Angebot um 40 Prozent überschreiten wird.
Ende des Jahres 2022 lebte bereits die Hälfte der Menschheit in von Wasserknappheit gefährdeten Regionen, bis 2050 werden laut Schätzungen zwischen 4,8 und 5,7 Milliarden Menschen davon betroffen sein. Die UNO rechnet damit, dass die Zahl der Umweltflüchtlinge bis 2030 um 700 Millionen Menschen ansteigen wird, die ihre Heimat aufgrund von Wassermangel verlassen.
Um der globalen Wasserkrise entgegenzuwirken, stellte die Nichtregierungsorganisation Water.Peace.Security (WPS) 2019 ein Überwachungstool vor, welches als Frühwarnsystem verhindern soll, dass Konflikte um Wasser eskalieren. Auf der Seite der Organisation werden auch Hintergründe zu besonderen Ereignissen (wie der Zerstörung des Kachowka-Staudamms) und deren Auswirkungen auf die Wasserversorgung vor Ort näher erörtert.